# 张永莲
张永莲（1935年2月20日—），中国分子内分泌学家。

## 生平
1935年生于上海。1957年毕业于复旦大学化学系。中国科学院上海生物化学与细胞生物学研究所研究员。2001年当选为中国科学院院士。